# Абсолютно упругое тело
Абсолю́тно упру́гое те́ло в механике — частный случай деформируемого тела, которое после прекращения действия причины, вызвавшей его деформацию, полностью восстанавливает исходные размеры и форму, то есть в нём отсутствует остаточная деформация. Можно сказать, что абсолютно упругое тело — это тело, не обладающее диссипацией. Абсолютно упругих тел не существует, но эта абстракция полезна при решении многих физических задач, а также задач в сопротивлении материалов.
Большинство реальных тел можно считать абсолютно упругими, если вызываемые внешней силой деформации относительно малы.